# Carinapex papillosa
Carinapex papillosa là một loài ốc biển, là động vật thân mềm chân bụng sống ở biển trong họ Turridae.